# فرنسيسكو رولدان
فرنسيسكو رولدان (بالإسبانية: Francisco Roldán)‏ هو مستكشف إسباني، ولد في 4 أكتوبر 1462 في ولبة في إسبانيا، وتوفي في 11 يوليو 1502.

## وصلات خارجية
- فرنسيسكو رولدان على موقع الموسوعة البريطانية (الإنجليزية)